# Tobias Arlt
Tobias Arlt (* 2. června 1987 Berchtesgaden) je německý sáňkař. Je držitelem čtyř zlatých olympijských medailí, na olympiádě v Soči roku 2014, stejně jako na olympijských hrách v Pchjongčchangu, získal zlato ze závodu dvojic i z týmové štafety. Krom toho je osminásobným mistrem světa a pětinásobným mistrem Evropy. Všech úspěchů dosáhl se svým spolujezdcem Tobiasem Wendlem. Úspěšný pár měl přezdívku Bavorský expres. Arlt je též policistou německé federální policie.